# Avicennia germinans
Palétuvier noir, Bois de mêche
Pour les articles homonymes, voir Bois de mêche.
Espèce
Classification phylogénétique
Statut de conservation UICN

 LC  : Préoccupation mineure
Avicennia germinans, le Palétuvier noir (ou blanc, ou gris) ou  Bois de mêche, est une espèce de plantes à fleurs de la famille des Verbénacées, ou des Acanthacées selon la classification phylogénétique. C'est un arbuste ou un petit arbre poussant dans la mangrove.

## Nomenclature
Carl Linné donna en 1759 une première description de l’espèce sous le nom de Bontia germinans, publiée dans Systema Naturae, Editio Decima 2: 1122. 1759.
Linné révisa en 1764 cette analyse en deux temps
1) après avoir créé le genre Avicennia en 1753 dans Species Plantarum 1: 110 (avec l’espèce type Avicennia officinalis L., présente dans les mangroves d’Inde, du Bangladesh, de la Malaisie, de l’Indonésie, du Vietnam, nord de l’Australie.)
2) il reclasse en 1764 l’espèce Bontia germinans dans le genre Avicennia, donnant ainsi Avicennia germinans (L.) L. publié dans Species Plantarum, éd. 3, vol. 2: p. 891. (1764), référence qui semble non disponible en ligne (au 20/06/2025) ou alors erronée. Dans l’édition de 1767 (puis de 1771), de Mantissa plantarum : Generum editionis VI. et specierum editionis II, il indique germin. Avicennis foliis cordato-ovatis. Jacq. Amer. L’espèce Avicennia germinans est présente dans les mangroves d’Amérique et d’Afrique occidentale.

## Étymologie
Le nom de genre Avicennia est dédié à Avicenne (ca. 980-1037), (en persan :  ابن سینا ibn Sina), le philosophe et médecin persan, originaire d’un village près de Boukhara, en Transoxiane (actuel Ouzbékistan). Il a écrit surtout en arabe dans tous les domaines de connaissance. Linné indique dans Nomina Generica page 91 qu’il a créé le genre Avicenne en « mémoire à un botaniste célèbre ».
L’épithète spécifique germinans vient du latin germin, « germination, bourgeonnement », allusion à la germination des graines, encore suspendues à l’arbre.

### Nom vernaculaires
Parmi les très nombreux noms vernaculaires donnés à la plante, citons :
black mangrove, bois de mèche ou bwadmèch,  chine de vaca, mangle bobo, mang blan, mang gri, mangle nero, palétuvier gris, palétuvier noir, prieto, salado ou encore : manga, mangle, manglier noir, olive mangrove.

## Synonymes
Selon POWO, Avicennia germinans possède 26 synonymes dont les
Nomenclaturaux
- Hilairanthus germinans (L.) Cornouiller
- Bontia germinans L., basionyme

Taxinomiques
- Avicennia nitida Jacq.

## Description
Avicennia germinans est un arbuste ou un petit arbre de 3 à 7 mètres (jusqu'à 15 m dans certaines régions), dont le tronc est ramifié à faible hauteur et le feuillage persistant. Les branches et rameaux sont couverts d'une écorce grise ou brunâtre, marquée de cicatrices foliaires. Ses racines développent des ramifications qui pointent hors du sol (appelées pneumatophores). Elles sont couvertes de lenticelles qui indiquent la présence d'échange gazeux.
Les feuilles opposées, coriaces sont elliptiques-lancéolées, lisses et luisantes en dessus, blanchâtres en dessous, de 8-15 × 3-4 cm, aiguës aux deux extrémités. Elles possèdent des glandes capables de rejeter l'excès de sel absorbé par les racines. Leur pétiole mesure 1 à 2,5 cm.
Les fleurs en général opposées, de 1 à 15 paires par épis, sont sessiles. Elles comportent 5 sépales presque libres, une corolle gamopétale rotacée, à 4 lobes, pubescent à l'extérieur, veloutés à l'intérieur et 4 étamines dans le tube de la corolle. L’ovaire uni-loculaire, avec une placentation centrale, 4 ovules, nus.
Le fruit est une capsule comprimée, à 2 valves, oblique de 12-20 mm de long. Il contient une graine commençant à germer alors qu’il est encore sur l’arbre.

## Distribution, écologie

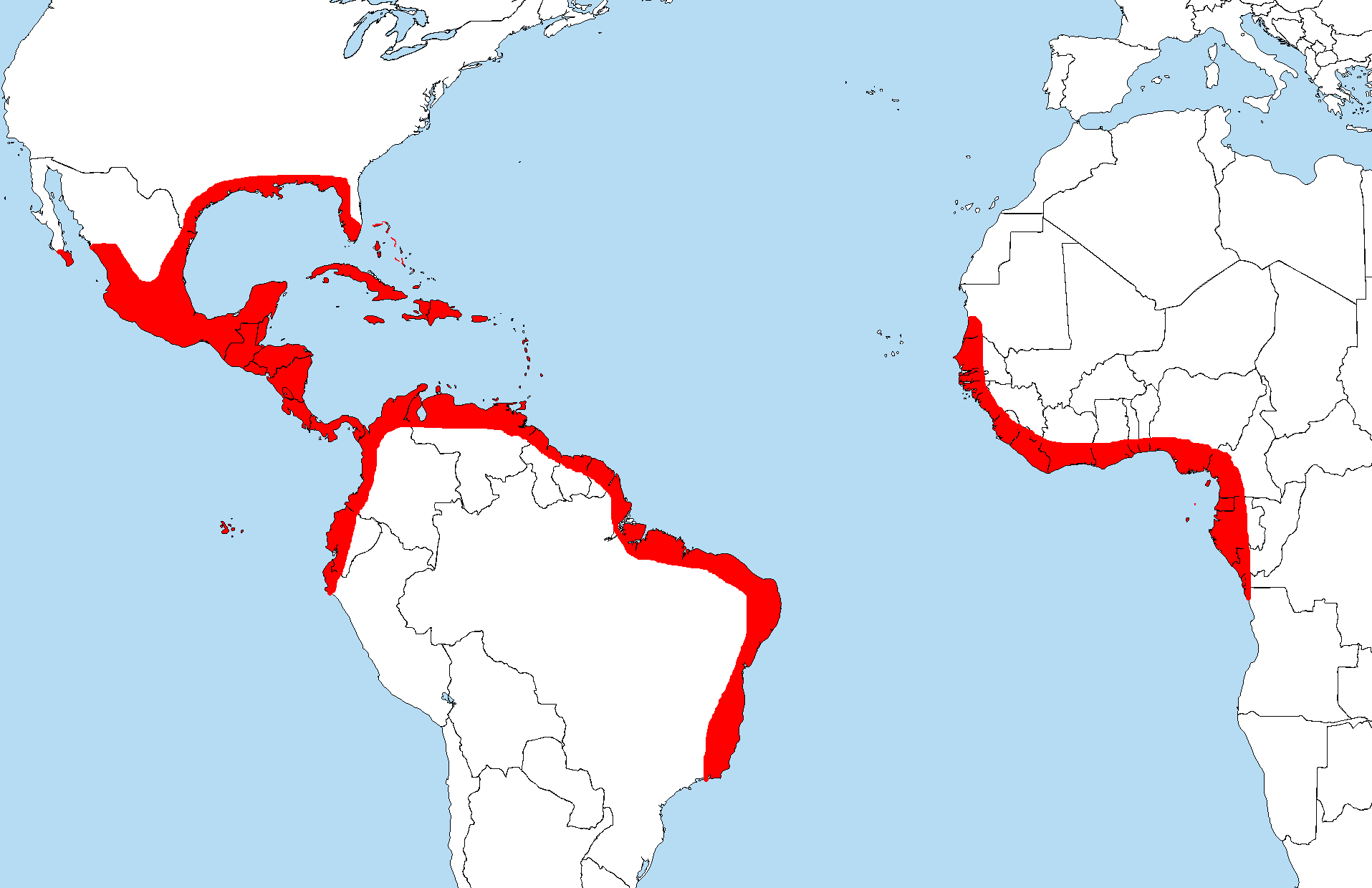
Aire de répartition du palétuvier Avicennia germinans.

Selon POWO, l’aire de répartition naturelle de cette espèce s’étend du  SE des États-Unis à l’Amérique du Sud, de l’Afrique tropicale occidentale à l’Angola. L’espèce est originaire du SE des États-Unis, du Mexique, d’ Amérique centrale, du N de l’Amérique du Sud.
Ce palétuvier se rencontre sur les côtes des Antilles, du Mexique, de l'Amérique centrale, des Guyanes et sur les côtes occidentales de l'Afrique.
C'est un arbre caractéristique de la mangrove. Sa principale particularité est d'être pourvu de racines aériennes qui facilitent les échanges gazeux (pneumatophores).
Il se place un peu en retrait du littoral marin par rapport au palétuvier rouge (Rhizophora mangle) qui a sur lui l'avantage de disposer de racines en échasse qui lui permettent d'avancer sur la mer et d'affronter les vagues.
Il affectionne par conséquent les zones boueuses ou les eaux peu profondes.

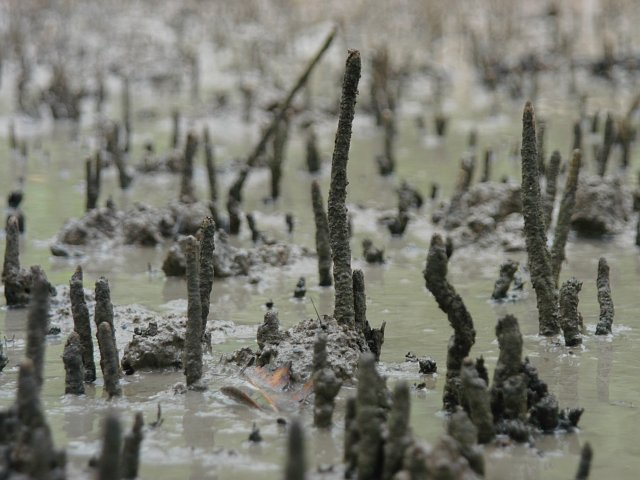
Pneumatophores d'Avicennia germinans au-dessus de la vase salée presque dépourvue d'air.
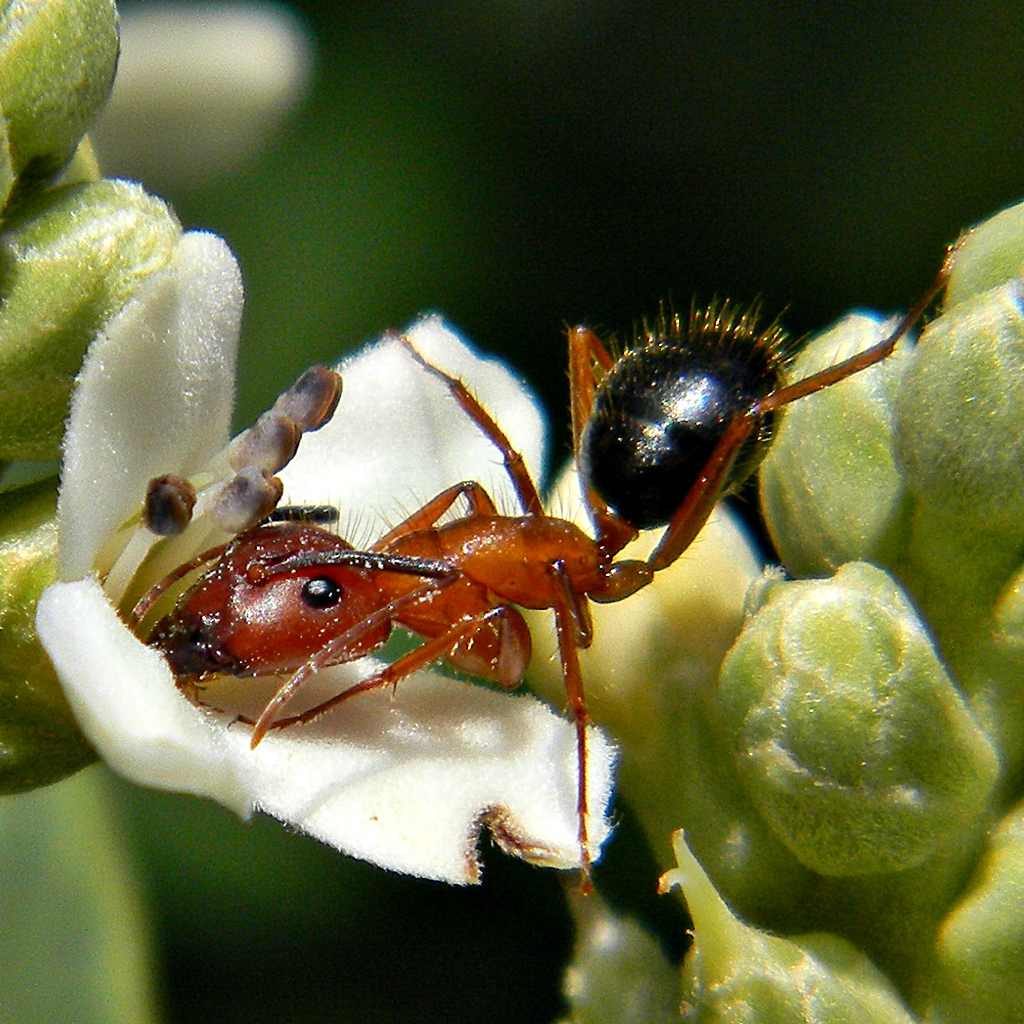
Fourmi Camponotus floridanus aidant à la pollinisation d'une fleur d'A. germinans
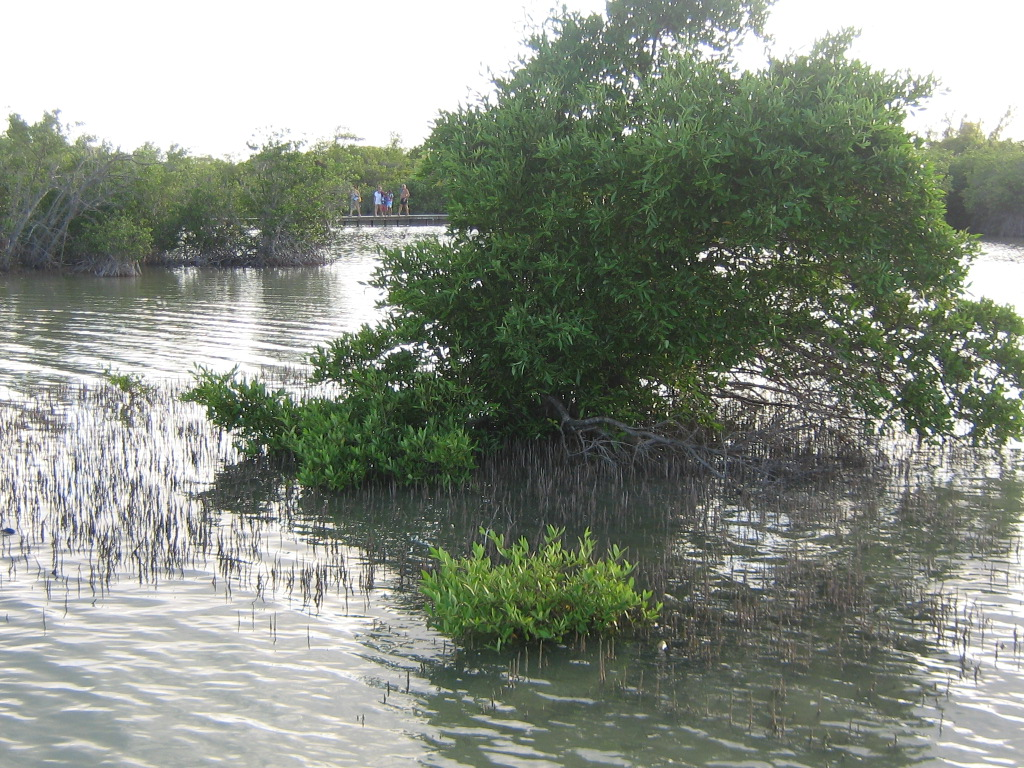
Avicennia germinans et pneumatophores au-dessus de l'eau.
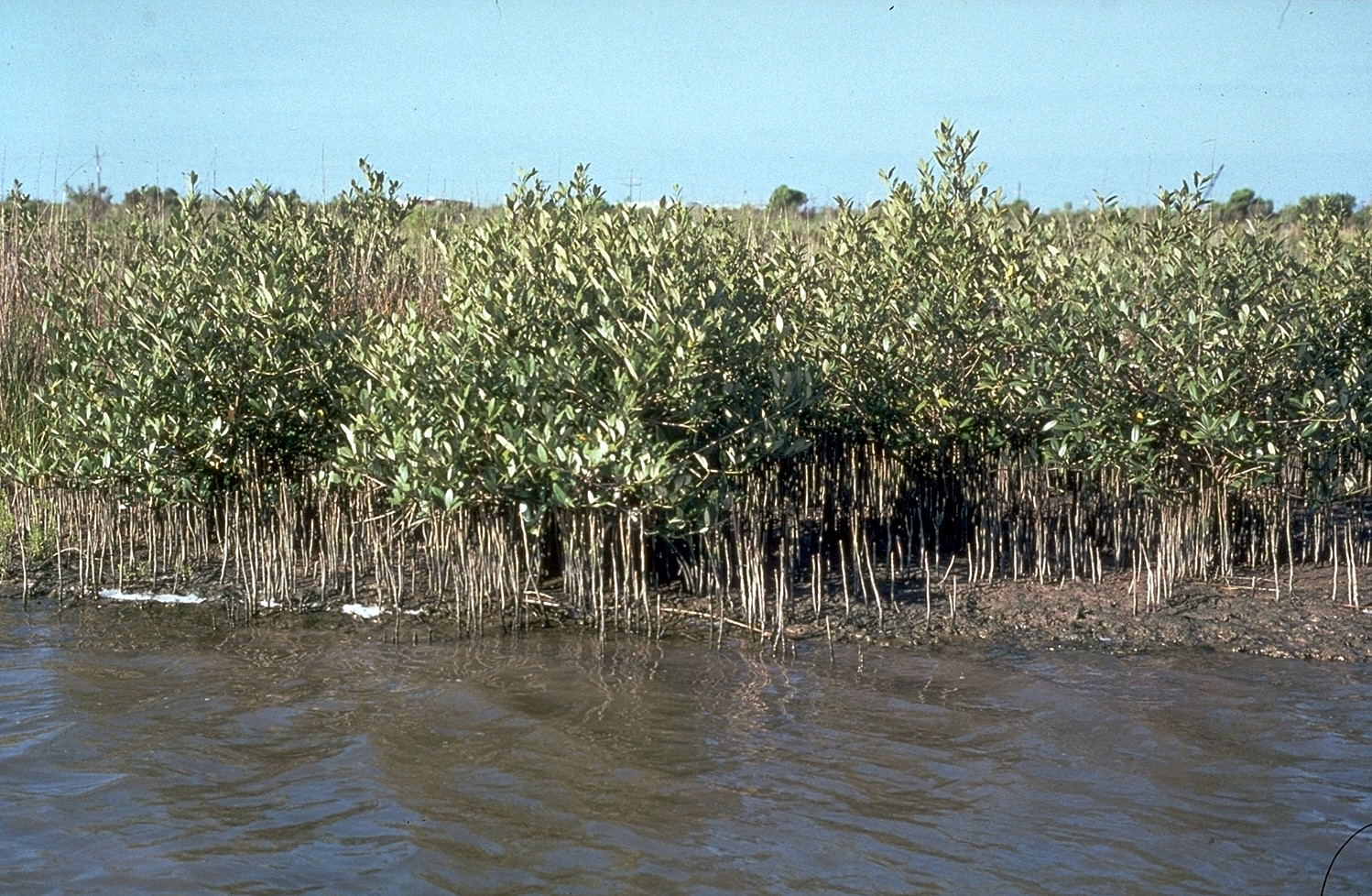
Mangrove d'Avicennia germinans.
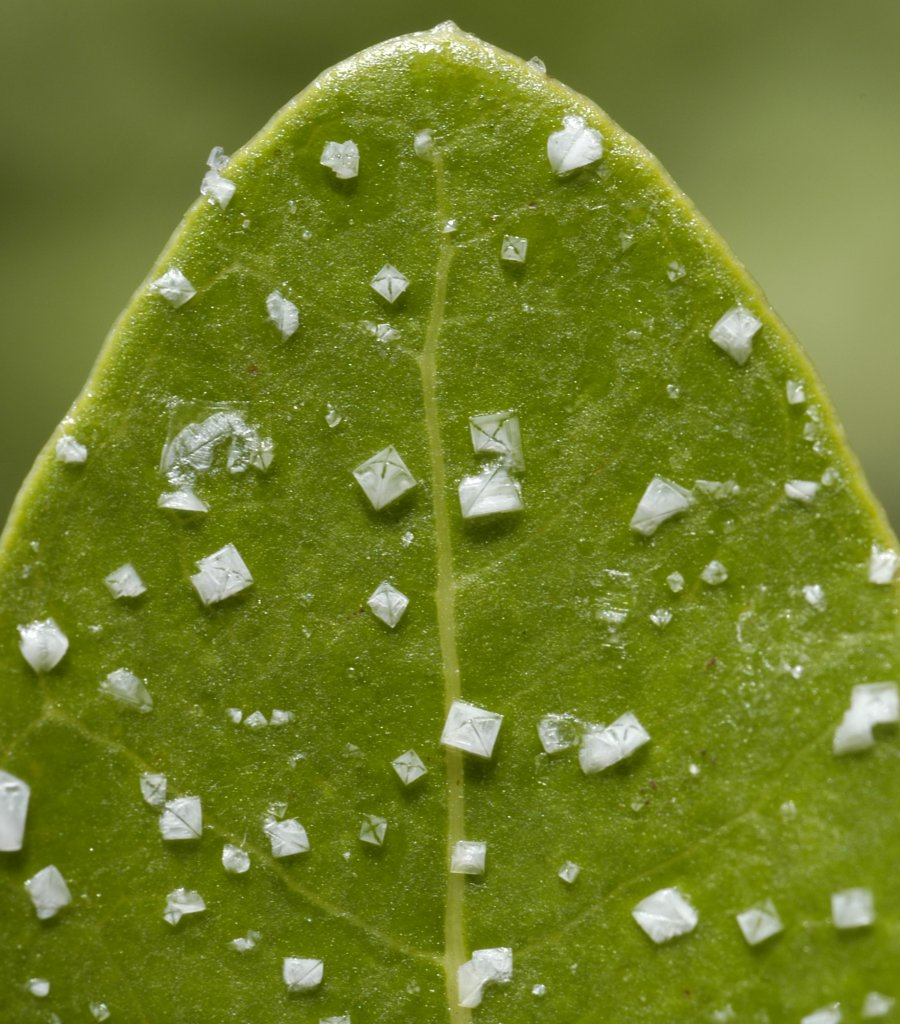
Cristaux de sel formés à la surface d'une feuille d'A. germinans.

## Utilisations
Le bois d’A. germinans est un bois tendre, spongieux à l’état humide, mais cassant et fibreux lorsqu’il est sec. Le bois sert à fabriquer des poteaux, du charbon de bois et du bois de chauffage. Il sert à fumer le poisson ainsi qu'à la construction navale.
L'écorce est riche en tanin servant à tanner les peaux.